# Вилхелм Мориц II (Изенбург-Филипсайх)
Вилхелм Мориц II фон Изенбург-Бюдинген-Филипсайх (на немски: Wilhelm Moritz II zu Isenburg-Büdingen-Philippseich; * 23 юли 1688 в Бирщайн; † 7 март 1772 в дворец Филипсайх при Драйайх) е граф на Изенбург и Бюдинген-Филипсайх при Драйайх (1711 – 1772) и генерал.
Той е син на граф Вилхелм Мориц I фон Изенбург-Бюдинген-Бирщайн (1657 – 1711) и първата му съпруга графиня Анна Амалия фон Изенбург-Бюдинген (1653 – 1700), дъщеря на граф Йохан Ернст фон Изенбург-Бюдинген и графиня Мария Шарлота фон Ербах-Ербах. Баща му се жени втори път през 1700 г. за Анна Ернестина София фон Квернхайм († 1708) и трети път през 1709 г. за графиня Вилхелмина Елизабет фон Лайнинген-Дагсбург-Фалкенбург-Хайдесхайм (1659 – 1733).
По-големият му брат е Волфганг Ернст I княз фон Изенбург-Бюдинген (1686 – 1754). Вилхелм Мориц II умира на 7 март 1772 г. на 83 години във Филипсайх и е погребан там.

## Фамилия
Вилхелм Мориц II се жени на 3 януари 1712 г. в Бирщайн за графиня и бургграфиня Амалия Луиза фон Дона-Лаук-Райхертсвалде (* 9 януари 1680; † 4 декември 1723), дъщеря на бургграф и граф Кристоф Фридрих фон Дона-Лаук-Райхертсвалд (1652 – 1734) и графиня Йохана Елизабет фон Липе-Детмолд (1653 – 1690). Те имат три деца:
- син (*/† 1714)
- Йохана Елизабет Амалия (1720 – 1780), омъжена на 7 май 1741 г. във Филипсайх за граф Георг Карл I Август Лудвиг фон Лайнинген-Вестербург-Нойлайнинген (1717 – 1787)
- Фридерика Христина София (1721 – 1772), омъжена на 26 юли 1744 г. във Филипсайх за граф Лудвиг Фердинанд фон Сайн-Витгенщайн-Берлебург (1712 – 1773)

Вилхелм Мориц II се жени втори път на 2 април 1725 г. в Гедерн за графиня Филипина Луиза фон Щолберг-Гедерн (* 2 октомври 1705; † 1 ноември 1744), дъщеря на граф Лудвиг Кристиан фон Щолберг-Гедерн (1652 – 1710) и принцеса Кристина фон Мекленбург-Гюстров (1663 – 1749). Те имат децата:
- Кристиана Вилхелмина (1726 – 1765)
- Лудвиг Мориц (1727 – 1750)
- Йохан Адолф (1728 – 1757), полковник, убит в битка при Прага
- Августа Елеонора (1729 – 1730)
- Луиза (1731 – 1813), омъжена на 14 януари 1774 г. за фрайхер Бласиус фон Бендер († 1798)
- Кристиан Карл (1732 – 1779), граф на Изенбург-Бюдинген-Филипсайх (1772 – 1779), женен I. на 13 юни 1762 г. във Филипсайх за графиня Констанца София фон Сайн-Витгенщайн-Берлебург (1733 – 1776), II. на 9 април 1776 г. във Филипсайх за нейната сестра графиня Ернестина Елеонора фон Сайн-Витгенщайн-Берлебург (1731 – 1791)
- Густав Ернст (1733 – 1749)
- Кристина Елеонора (1737 – 1762)
- Ернст Август (1738 – 1738)
- Кристина Фердинанда (1740 – 1822), омъжена на 13 юли 1770 г. във Филипсайх за граф Хайнрих XII Ройс-Плауен-Шлайц (1716 – 1784)
- Георг Август фон Изенбург-Бюдинген (1741 – 1822), полковник в Бавария, женен на 24 август 1776 г. в Манхайм (морг.) за Тереза Буркхарт (1755 – 1817)
- Филипина София Ернестина (1744 – 1819), омъжена на 9 октомври 1778 г. във Филипсайх за княз Кристиан Фридрих Карл фон Хоенлое-Кирхберг (1729 – 1819)